# Erhard Helbig
Erhard Helbig (* 17. September 1914 in Gröba; † 29. Januar 2007 in Berlin) war ein deutscher Politoffizier der Nationalen Volksarmee (NVA) und der Deutschen Volkspolizei (DVP). Er war Generalmajor und Leiter der Politischen Verwaltung des Ministeriums des Innern der DDR.

## Leben
Helbig war während der Weimarer Republik Mitglied der Sozialistischen Arbeiterjugend (SAJ). Während des Zweiten Weltkrieges wurde zum Kriegsdienst in die Wehrmacht eingezogen.
Nach dem Krieg schloss er sich der SED an und wurde Angehöriger der Kasernierten Volkspolizei (KVP). 1956 ging er als Politoffizier zur neu gegründeten Nationalen Volksarmee. Vom 1. Januar 1958 bis 31. Dezember 1959 war er als Oberst Stellvertretender Chef des Militärbezirks III der NVA und Leiter der Politischen Verwaltung (Nachfolger von Rudolf Neitsch). Anschließend fungierte er als stellvertretender Chef der Politischen Verwaltung der Grenztruppen der NVA bzw. der Politischen Hauptverwaltung der NVA.
1965 wurde er  als Nachfolger von Willi Knöpke Leiter der Politischen Verwaltung des Ministeriums des Innern und auf Beschluss des Ministerrates der DDR am 30. Juni 1965 zum Generalmajor ernannt. Diese Funktion hatte er bis 1971 inne. Er wurde vorzeitig in den Ruhestand versetzt und lebte als Veteran in Neuenhagen bei Berlin.
Helbig starb im Alter von 92 Jahren und wurde auf dem Waldfriedhof Neuenhagen beigesetzt.

## Auszeichnungen
- 1960 Vaterländischer Verdienstorden in Bronze und 1964 in Silber
- 1984 Ehrenspange zum Vaterländischen Verdienstorden in Gold